# Miconia argyraea
Miconia argyraea är en tvåhjärtbladig växtart som beskrevs av Célestin Alfred Cogniaux. Miconia argyraea ingår i släktet Miconia och familjen Melastomataceae. Inga underarter finns listade i Catalogue of Life.